# Čengdu J-10
Čengdu J-10 (poenostavljena kitajščina: 歼-10; tradicionalna kitajščina: 殲-10; pinjin: Chengdu J-10), NATO oznaka Firebird, izvozna oznaka F-10 Vanguard) je kitajsko enomotorno večnamensko lovsko letalo. Razvil ga je kitajski proizvajalec Čengdu Aircraft Corporation (CAC). Glavni uporabnik so Kitajske letalske sile, edini izvozni uporabnik pa so Pakistanske letalske sile. Na zahodu je poznan tudi kot Vigorous Dragon - "energičen zmaj" (kitajščina: 猛龙; pinjin: Měnglóng). 
Program je avtoriziral Deng Šjaoping, razvoj se je začel kasneje leta 1988. J-10 ima nekaj podobnosti z izraelskim IAI Lavi. J-10 lahko deluje v vseh vremenskih pogojih.
Kitajska je uradno predstavila letalo novembra 1997. Prvi let je bil 23. marca 1998.

## Specifikacije(J-10A)
Splošne karakteristike
- Posadka: 1
- Dolžina: 15,49 m (50,82 ft)
- Razpon kril: 9,75 m (31,99 ft)
- Višina: 5,43 m (17,81 ft)
- Površina kril: 33,1 m² (356,3 ft²)
- Teža praznega letala: 9750 kg (21495 lb[13])
- Naložena teža: 12400 kg (28600 lb)
- Uporaben tovor: 6000 kg (13200lb)
- Maks. vzletna teža: 19277 kg (42500 lb)
- Pogon letala: 1 × Saturn-Ljulka AL-31FN ali WS-10A turbofan
  - Potisk motorjev (suh): 79,43 kN / 89,17 kN (17860 lbf / 19000 lbf)
  - Potisk motorjev z dodatnim zgorevanjem: 125 kN / 130 kN (27999 lbf / 29000 lbf)

 Zmogljivost 
- Maks. hitrost: Mach 2,2 na višini[14][15] Mach 1,2 na nivoju morja
- Bojni radij: 1600 km (z prečrpavanjem goriva v zraku), 1100 km (brez prečrpavanja goriva)[16] (994 mi)
- Največji doseg: 3200 km[16][13] (1988 mi[16])
- Višina leta: 18000 m (59055 ft)
- Obremenitev kril: 381 kg/m² (78 lb/ft²)
- Razmerje potisk/teža: 1,024 s AL-31); 1,085 (z WS-10A)
- Maks. g-obremenitev: +9/–3 g

Oborožitev

- Strelno orožje: 1× 23mm dvocevni avtomatski top
- Nosilci za orožje: 11  (6× pod krili, 5× pod trupom) s kapaciteto 6600 kg (13228 lb)
- Rakete: 90 mm nevodene rakete
- Izstrelki: 

  - Rakete zrak-zrak: PL-8, PL-9, PL-11, PL-12
  - Rakete zrak-površje: PJ-9, YJ-9K
- Bombe: lasersko vodene bombe (LT-2), jadralne rakete (LS-6) in prostopadajoče bombe
- Drugo:
  - Do 3 zunanji rezervoarji

Letalska elektronika

- Type 1473G pulznodoplerjev radar
- Drugi bojni sistemi:
  - Type Hongguang-I IR iskalec in sledilec
  - BM/KG300G motilnik
  - KZ900
  - Blue Sky navigation pod
  - FILAT